# Callosa de Segura
Callosa de Segura es una ciudad y municipio de la Comunidad Valenciana, en España. Está situada al sur de la provincia de Alicante, exactamente en la comarca de la Vega Baja del Segura. Tiene una población de 19 658 habitantes (INE 2024), repartidos sobre una extensión de 24,8 km², siendo así uno de los municipios con mayor población de la comarca de la Vega Baja. Se trata de un municipio hispanófono, en el que el español cuenta con el predominio lingüístico reconocido legalmente.

## Toponimia y heráldica
En el siglo XVIII, el historiador oriolano José Montesinos Pérez y Martínez de Orumbella, catedrático de Gramática en la Universidad de Orihuela, aseguraba que el topónimo “Callosa” provenía del griego, con el significado de “lugar hermoso”.
En el siglo X ya se encuentra geográficamente consignada como Qalyusa, y posteriormente con las castellanizaciones “Caloixa”, “Caloxa” o “Caloja”, por lo que probablemente el término deriva del árabe القلعة (al-qal‘atu, el castillo) y lawša (roca), igual que pasa con el topónimo del municipio de Callosa de Ensarriá.
Títulos
Callosa ostenta la categoría histórica de Ciudad, con los títulos de «Real, Fidelísima e Ilustre». De Felipe IV obtuvo el título de Villa Real en 1638. Fernando VII le otorgó los títulos de «Fidelísima» en 1808 y de «Ilustre» en 1825. Fue Alfonso XIII el que, en 1925, la elevó a la categoría de ciudad.
Escudo
Trae por armas un escudo con fondo o campo de oro y, emergiendo, en su pie, un pino sinople, envuelto el tronco en lenguas o llamas de fuego, amarrado al mismo, un can en actitud gallarda, como símbolo de fidelidad, sobre el tronco, un escudete, en jefe, con las barras de Aragón, coronado ducal o marquesal; otra corona igual sobre el pino, y el escudo, surmontado de otra corona mayor, de igual guisa; el escudo, a sus lados, va ornado con dos tambores y dos banderas con los colores de la corona de Aragón, signo de asistencia a acciones de guerra por parte de la villa.

## Geografía política y física

### Geografía política
La localidad se encuentra en la zona norte de la comarca alicantina de la Vega Baja del Segura, limitando geográficamente al norte con los municipios de Cox, Granja de Rocamora, Albatera y Crevillente, al sur con Redován y Orihuela, al este con Catral y, al oeste con la sierra a la que da nombre, en cuyos pies podemos hallar el núcleo urbano. Teniendo también una especial relevancia su cercanía con el municipio de Rafal, el cual se encuentra separado del término municipal callosino por una distancia de 2 km, debido a la interrupción geográfica de la pedanía oriolana de El Badén. Además, cuenta con un importante núcleo de población separado totalmente del término municipal, que adquiere la consideración de pedanía rural, como es La Callosilla, la cual se encuentra anexa a la partida rural de la Virgen del Camino, situada entre las poblaciones de Granja de Rocamora y La Murada.
Pese a contar con una población ligeramente inferior a los 20 000 habitantes, forma una pequeña conurbación comarcal de más 45 000 habitantes en un radio de menos de 3 km junto a los municipios limítrofes de Cox, Granja de Rocamora, Redován, Rafal y las pedanías oriolanas de El Badén, El Serriche y El Mudamiento. Todo ello otorga al municipio una gran relavancia tanto a nivel provincial como a nivel autonómico, constituyendo uno de los principales núcleos poblacionales del sur de la Comunidad Valenciana.

### Geografía física

##### Sierra de Callosa
La Sierra de Callosa constituye un impresionante macizo de piedra caliza de apariencia escarpada constituyente de una de las zonas más meridionales del Sistema Bético, junto a la vecina serranía de Orihuela. La misma alcanza su mayor punto de altitud en el Pico del Águila, con una altura de 578 m s. n. m., donde contrasta de manera imponente con la llanura aluvial de la comarca del Bajo Segura. Su situación geográfica y climática le otorga unas características paisajísticas muy singulares, propias de un clima semiárido, a pesar de hallarse sobre una distancia de 18 km de la costa. 
Con respecto a su fauna cabe destacar la presencia de una abundante población mamíferos entre las cuales podemos observar ejemplares de cabras silvestres, así como de zorros, conejos, liebres, erizos comunes, ratones de campo, ardillas rojas, gatos monteses, ginetas y lirones carleto, entre otros. Así también cuenta una amplia variedad de reptiles y anfibios como lagartijas ibéricas, lagartijas colilargas, salamanquesas, largatos ocelados, culebras bastardas, culebras de herradura y sapos corredores. Entre los ejemplares de aves resaltan las águilas perdiceras, los búhos reales, cernícalos vulgares y halcones pelegrinos. 

###### Paraje Natural Municipal "La Pilarica"
El Paraje Natural Municipal de "La Pilarica" constituye un enclave natural montañoso enclavado en la parte media-baja de la Sierra de Callosa con una extensión de 143,44 hectáreas, ostentando desde el año 2005 la categoría de Paraje Natural Municipal de la Comunidad Valenciana. En el mismo se hallan numerosas rutas de senderismo con diversas dificultades que oscilan desde niveles medio-bajo, hasta rutas con un alto nivel técnico debido a las abruptas paredes que caracterizan sus montañas. Entre las mismas cabe destacar la ruta al Pico del Águila y a su peculiar refugio de montaña ubicado en la parte más alta de la sierra, así como las rutas senderas de la Plana o San Bernardo, desde las cuales se puede obtener una vista panorámica de gran parte de la provincia de Alicante, así como de la vecina Región de Murcia. 

###### Área Recreativa "Cueva Ahumada"
Situada en la falda de la sierra, exactamente en el enclave de solana de la misma, constituye uno de los principales destinos turístico-ambientales del municipio, albergando numerosas instalaciones deportivas de escalada y senderismo, así como diversas áreas recreativas y lúdicas en el entorno natural aptas para toda la familia. Entre las mismas cabe destacar la Vía Ferrata de Callosa de Segura, la cual constituye la instalación ferrata más grande de la Comunidad Valenciana, así como la segunda mayor de España, donde también se encuentra ubicado el puente más largo del país con una longitud de 100 metros, con dificultades que oscilan desde niveles K3 hasta niveles K5. 

##### Huerta de Callosa
Sin duda es uno de los elementos más representativos del municipio, así como del resto de la comarca, ya que refleja nítidamente la tradición y la herencia cultural de la misma. Los árboles frutales más representativos del campo callosino son los naranjos y limoneros, seguidos muy de cerca por el cultivo de hortalizas, donde destacan las plantaciones de alcachofas (recibiendo el nombre popular de "alcaciles" en la variedad dialectal de la comarca del Bajo Segura), coliflores, judías (también conocidas como "bajocas"), patatas y habas, entre otras muchas.   

## Historia

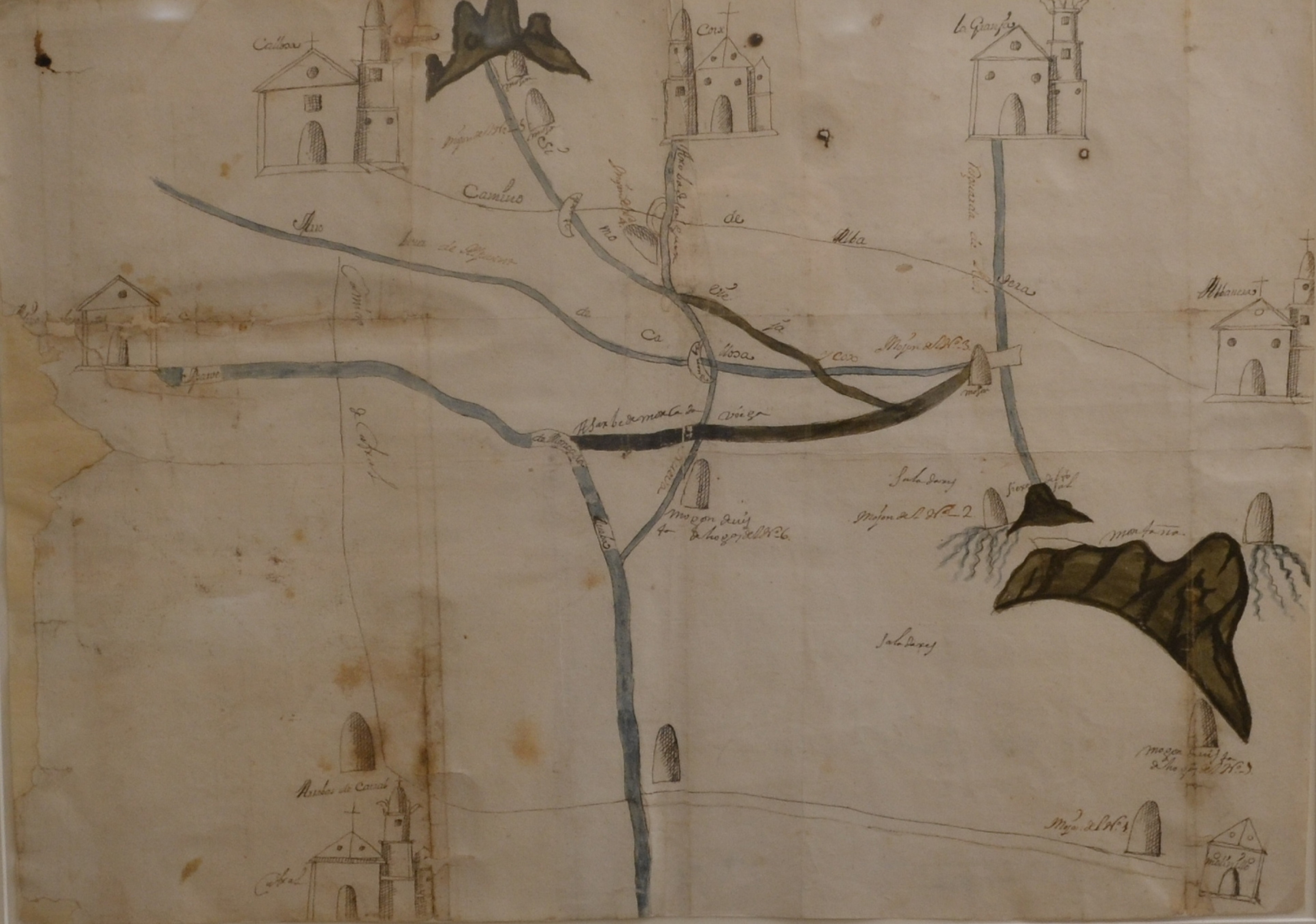
Mapa de 1729 de los términos municipales de Callosa de Segura, Cox, Albatera y la Granja de Rocamora.

La primera evidencia de un poblamiento importante en el término de Callosa la tenemos en el yacimiento arqueológico de Laderas del Castillo, perteneciente a la Edad del Bronce y adscrito a la Cultura argárica, considerada la primera civilización metalúrgica de la península ibérica (ca. 1800-1200 a. C.). Fue excavado a comienzos del siglo XX por el jesuita Julio Furgús y, ya en los años treinta, por Josep Colomines, conservador del Museo Arqueológico de Barcelona. Por su extensión, su situación y las estructuras y materiales hallados en él, se cree que fue un poblado de capital importancia dentro de la civilización argárica. Parte de los objetos encontrados se expone en el museo arqueológico local, aunque la mayoría se hallan en el Museo Arqueológico Provincial de Alicante (MARQ) y en el Museo de Arqueología de Cataluña (sede de Barcelona).
El origen del enclave urbano que es hoy Callosa de Segura está en el periodo medieval islámico. La primera referencia escrita a Qalyusa, la Callosa islámica, la tenemos en la crónica titulada Tarsi al-ajbar del geógrafo andalusí Al-Udri, del siglo XI. Hace referencia al levantamiento de Al-Saij al-Aslami al-Jazai, quien "se sublevó en Qalyusa perteneciente a la Cora de Tudmir" contra el califa Abderramán III en el año 924. Durante los cinco siglos y medio de dominio islámico, Callosa, en la cora de Tudmir (con capital en Orihuela, primero, y en Murcia, después), fue un hisn o ciudadela fortificada, dentro de la cual podrían refugiarse, junto a sus moradores, los habitantes de las alquerías del llano en caso de peligro, contando con una guarnición armada para su defensa. Su población residía a los pies del castillo, en las calles más próximas al lugar que hoy ocupa el santuario de San Roque. Su ubicación respondía a la necesidad estratégica de controlar visualmente el territorio circundante y facilitaba su defensa en caso de ataque.
En 1265, con motivo de una revuelta mudéjar en todo el reino taifa de Murcia (bajo protectorado castellano desde 1243), cuya frontera septentrional estaba en la línea Biar-Jijona-Busot-Villajoyosa, Callosa fue conquistada a los musulmanes por Jaime I de Aragón, suegro del rey castellano Alfonso X, pasando así defenitivamente a manos cristianas. La plaza de Callosa fue conquistada el 11 de noviembre de 1265, festividad de San Martín de Tours, a quien fue consagrada la hasta entonces mezquita. Una vez reprimida la rebelión, el territorio murciano fue repoblado de colonos cristianos catalanes, castellanos y aragoneses y devuelto al rey Alfonso X, pasando el reino de Murcia a formar parte de la Corona de Castilla como un territorio más.
En 1296, Jaime II de Aragón conquista el reino de Murcia. No obstante, con la Sentencia Arbitral de Torrellas de 1304 y, un año después, el Tratado de Elche, el rey aragonés renuncia al reino murciano al mismo tiempo que pasan a formar parte del reino de Valencia las comarcas del valle del Vinalopó, del campo de Alicante y de la Vega Baja del Segura. Hay que tener en cuenta que la mayoría de la población de estas tierras era ya de origen catalano-aragonés. La frontera entre ambos reinos apenas si variaría en tiempos posteriores, de tal manera que coincidiría aproximadamente con la actual entre la Región de Murcia y la Comunidad Valenciana. Así, Callosa, como lugar de Orihuela, pasó a formar parte definitivamente del reino de Valencia, el cual quedó dividido a partir de entonces en dos gobernaciones generales, la de Valencia y la de Orihuela, para su mejor administración política.
En 1488, los Reyes Católicos celebraron Cortes en Orihuela, en las cuales se trató de la futura conquista del reino de Granada. El municipio oriolano contribuyó a esta empresa con un contingente de quinientos hombres, de los cuales alrededor de sesenta eran vecinos de Callosa.
A finales del reinado de Carlos I, el lugar de Callosa fue elevado al rango de universidad, pero sin dejar de depender del consell o concejo de Orihuela. Finalmente, en 1579 obtuvo de Felipe II la independencia plena con el nombre de Callosa de Oriola, siendo su primer justicia (actual alcalde) Luis de Almunia. Felipe IV la elevó a villa real en 1638 y cambió definitivamente su nombre por el de Callosa de Segura, y en 1645 le otorgó entrada y voto en las Cortes valencianas (las de ese año fueron las últimas celebradas en época foral).
A partir de mediados del siglo XVII, una serie de epidemias de peste diezman la población de toda la comarca provocando una crisis demográfica de gran calado. Esto provocó la llegada de numerosos colonos procedentes de Murcia, que no sufrió tales epidemias y cuya población había crecido a lo largo del siglo, comenzando así el proceso de desplazamiento lingüístico del valenciano en favor del castellano en la comarca de la Vega Baja del Segura.
Fernando VII le otorgó los títulos de “Fidelísima” en 1808, por la lealtad demostrada durante la Guerra de Independencia, y de “Ilustre” en 1825, por las personas de prestigio y renombre que vivían en el lugar. Apenas sufrió los efectos del grave terremoto que sacudió la Vega Baja el 21 de marzo de 1829 y que arrasó localidades como Torrevieja, Almoradí o Guardamar, gracias a estar situado el núcleo de población sobre el estrato rocoso de la sierra. De ese hecho quedó una grieta en el muro Este de la Iglesia Arciprestal de San Martín.
En el Diccionario de Madoz (1845-1850) aparece la siguiente descripción:

[...] Se compone de unas 696 casas sólidas, de muy buena fáb[rica] y muchas de mármol negro, entre las cuales se ven edificios magníficos como lo son sin disputa el pósito y la igl[esia] [...]; todas estas casas se distribuyen en varias calles anchas, espaciosas y bastante alineadas; mereciendo especial mención la plaza de la igl[esia] toda circunvalada de 12 columnas de piedra de una pieza con arcos de hierro de una á otra y asientos también de piedra entre las mismas [...] Hay buena casa de ayunt[amiento], cárceles, un pequeño hospital [...], una escuela de niños [...]; otra de niñas [...]; y una igl[esia] parr[oquial] (San Martín) [...] sit[uada] á un lado de la pobl[ación] [...] pero casi en el centro y en lo más hermoso de ella atendida su long[itud]. Es un edificio hermosísimo por su orden de arquitectura y muy sólido en lo material de la obra, que es toda de sillería desde sus cimientos hasta la cúspide [...] es claustral con 70 pasos de long[itud] y 35 de lat[itud], toda dorada y estucada con mucho gusto, y dividida en 3 naves casi iguales, sostenidas por 20 magníficas columnas [...] Hay también un conv[ento] de religiosos, que pertenecía á la orden de los Franciscos descalzos del reino de Valencia [...] Además de la parr[oquia] y conv[ento] se encuentran 3 ermitas [...] Caminos: pasa por medio de esta v[illa] la carretera general de Murcia á Valencia, habiendo también otros caminos carreteros hácia el E. y S. que se dirigen á los pueblos comarcanos: su estado es regular [...] Prod[ucción]: en el secano mucha cebada en los años lluviosos, almendra, algarrobas, aceite y vino; y en la huerta trigo, también mucho aceite y vino, frutas, especialmente naranjas, limones y dátiles, que forman una grande cosecha en los buenos años: la del cáñamo es abundante y de la mejor calidad [...] Ind[ustria]: la principal de esta v[illa] es la agrícula y construcción de alpargates de cáñamo, en cuya manufactura se emplean una gran parte de sus vec[inos], y de la que se surten los pueblos limítrofes [...] Pobl[ación]: 700 vec[inos], 2,904 alm[as] [...]
Diccionario de Madoz

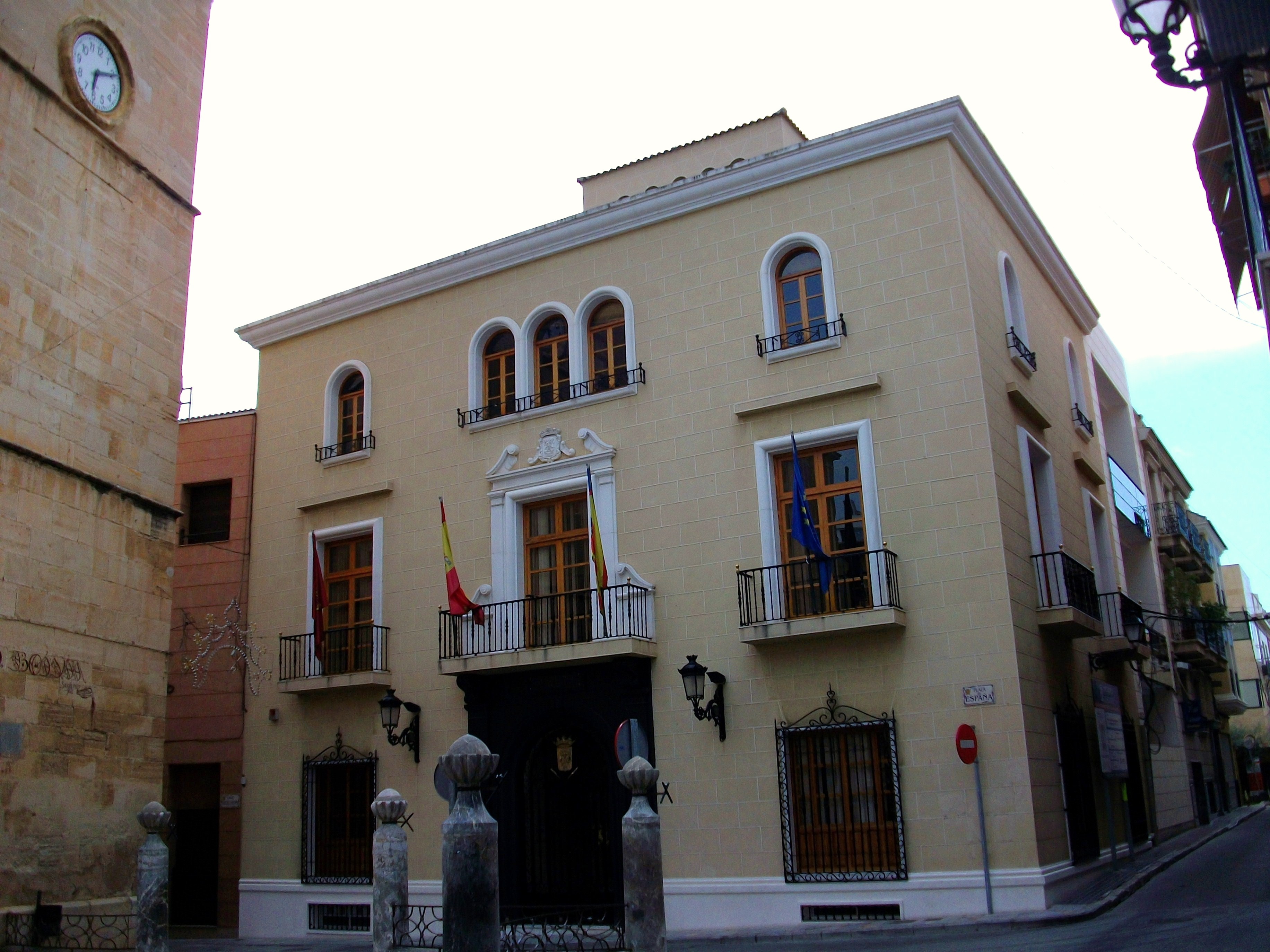
Ayuntamiento de Callosa de Segura.

A lo largo de los siglos siglo XVIII y siglo XIX, el aceite y el cáñamo, utilizado en la fabricación de alpargatas, cabos y redes, eran el motor de la economía local.
En 1925, Alfonso XIII visitó la villa, para la cual le fue demandado el título de Ciudad, finalmente concedido por Real Decreto publicado en la Gaceta de Madrid, precursora del Boletín Oficial del Estado:

Queriendo dar una prueba de Mi Real aprecio a la Villa de Callosa de Segura, provincia de Alicante, por el gran desarrollo de su agricultura, industria y comercio, su acendrado patriotismo y constante adhesión a la monarquía, vengo en concederle el título de Ciudad y a su ayuntamiento el tratamiento de Excelencia.
Dado en palacio a 7 de noviembre de 1925,
Alfonso XIII

La industria artesanal del cáñamo, que empleaba a la mayor parte de la población local, entró en crisis en los años sesenta del siglo pasado, a raíz de la cual muchos vecinos hubieron de emigrar a Francia y, en menor medida, a Alemania y Suiza. Posteriormente, la industria de hilos, cabos y redes se reconvirtió con el uso de fibras sintéticas, convirtiendo al municipio en primer productor nacional.

## Geografía humana

### Demografía
Cuenta con una población de 19 658 habitantes (INE 2024).
| Gráfica de evolución demográfica de Callosa de Segura entre 1842 y 2021                                               |
| |
| Población de derecho según los censos de población del INE. Población de hecho según los censos de población del INE. |

La demografía de Callosa de Segura se reparte entre el núcleo urbano, situado en el centro del municipio, y diversos barrios rurales como Los Dolores, Lo Cartagena, El Cementerio, El Palmeral, San José, también conocido como La Frasquitina, y la Vereda de los Cubos. Además, cuenta con un importante núcleo de población separado totalmente del término municipal, que adquiere la consideración de pedanía rural, como es la población de "La Callosilla", la cual se encuentra anexa a la partida rural de la Virgen del Camino, situada entre los municipios de Granja de Rocamora y La Murada.
Pese a que el municipio cuenta con una población ligeramente inferior a los 20 000 habitantes, forma una pequeña conurbación comarcal de más 45 000 habitantes en un radio de menos de 3 km junto a los municipios de Cox, Granja de Rocamora, Redován, Rafal y las pedanías oriolanas de El Badén, El Serriche y El Mudamiento. Todo ello otorga al municipio una gran relavancia tanto a nivel provincial como a nivel autonómico, constituyendo uno de los principales núcleos poblacionales del sur de la Comunidad Valenciana.
| 3876 | 4203 | 5275 | 7130 | 9343 | 10 599 | 12 603 | 12 966 | 11 692 | 14 183 | 14 589 | 15 573 | 17 979 | 18 497 | 19 127 |

### Economía
La economía callosina se basa en el sector servicios, la industria y la agricultura. La industria más destacada es la fabricación de hilos, cuerdas y redes (herencia de la tradicional manufactura del cáñamo) que pone a Callosa como el primer productor mundial de cuerdas y redes. También tiene importancia el calzado. La agricultura, aunque actualmente ocupa a un porcentaje reducido de la población local, sigue definiendo el paisaje callosino, siendo los cítricos, las hortalizas (alcachofa y brécol, fundamentalmente) y, en menor medida, el trigo, los principales cultivos de su fértil huerta.
La Escuela de los Trabajos Artesanales del Cáñamo, en colaboración con el ayuntamiento, promueve el aprendizaje de los oficios tradicionales del cáñamo con el objetivo de garantizar su supervivencia y mantener una plantilla de voluntarios para las demostraciones que se realizan desde hace décadas en Callosa y, más recientemente, en ferias como Spannabis.

## Política
| Partido político                           | Candidato                        | Número de concejales | Número de votos | Porcentaje de voto |
| Partido Popular (PP)                       | Manuel Martínez Sirvent          | 7                    | 2.957           | 34.96 %            |
| Partit Socialista del País Valencià (PSPV) | Francisco José Maciá Serna       | 5                    | 2.109           | 24.94 %            |
| Unión de Ciudadanos Independientes (UCIN)  | Francisco Javier Pérez Trigueros | 3                    | 1.674           | 19.79 %            |
| VOX                                        | Rosario Pilar Griñán             | 1                    | 756             | 8.94 %             |
| EUPV - PODEM: UNIDAS                       | Ángel García Aguilar             | 1                    | 651             | 6.79 %             |
| ------------------------------------------ | -------------------------------- | -------------------- | --------------- | ------------------ |

| Periodo   | Nombre                                        | Partido      |
| --------- | --------------------------------------------- | ------------ |
| 1979-1983 | Francisco Pina Pina                           | UCD          |
| 1983-1987 | José Pascual Gómez Rodríguez                  | PSPV-PSOE    |
| 1987-1991 | José Guilló Sáez Fernando Belda Egea          | AP EUPV      |
| 1991-1995 | José Franco Martínez                          | PP           |
| 1995-1999 | José Franco Martínez                          | PP           |
| 1999-2003 | José Pina Íñigo                               | PSPV-PSOE    |
| 2003-2007 | Francisco Javier Pérez Trigueros              | PP           |
| 2007-2011 | Francisco Javier Pérez Trigueros              | PP           |
| 2011-2015 | Francisco Javier Pérez Trigueros              | PP           |
| 2015-2019 | Francisco José Maciá Serna                    | PSPV-PSOE    |
| 2019-2023 | Manuel Martínez Sirvent                       | PP           |
| 2023-act. | Manuel Martínez Sirvent Amparo Serrano Lloret | PP PSPV-PSOE |

Tras las elecciones de mayo de 2023, Manuel Martínez Sirvent tomó posesión en minoría como alcalde de Callosa de Segura. Sin embargo, en septiembre dimitió "por motivos personales", lo que permitió al PSPV-PSOE pactar con UCIN para que Amparo Serrano Lloret llegase a la Alcaldía.

## Patrimonio histórico de interés turístico

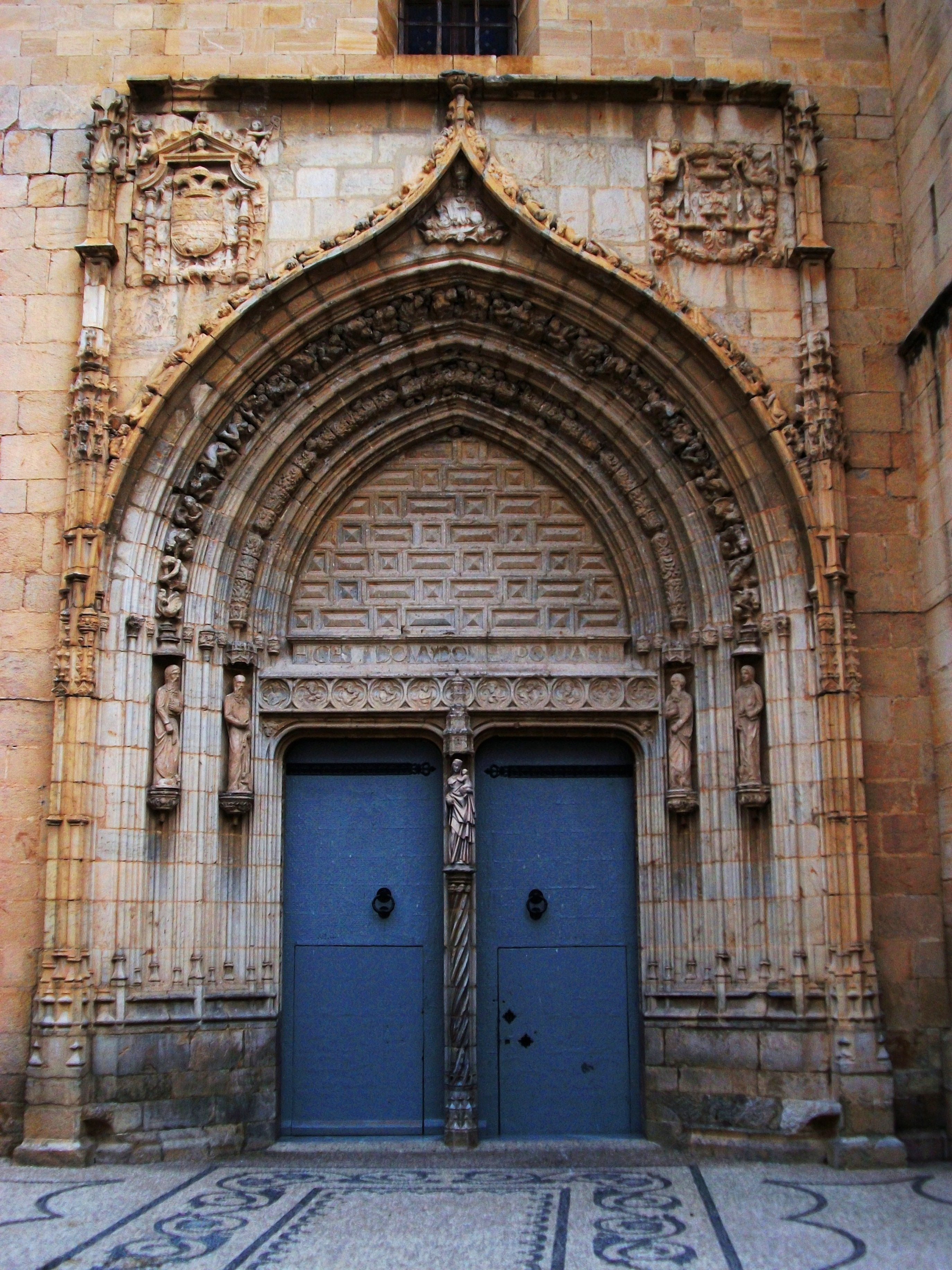
Portada de la Iglesia Arciprestal de San Martín.

El casco antiguo de la ciudad, ubicado al pie de la Sierra de Callosa, mantiene su estructura de las épocas medieval y moderna. En su seno se encuentra la mayor parte de los edificios de interés histórico y cultural: 

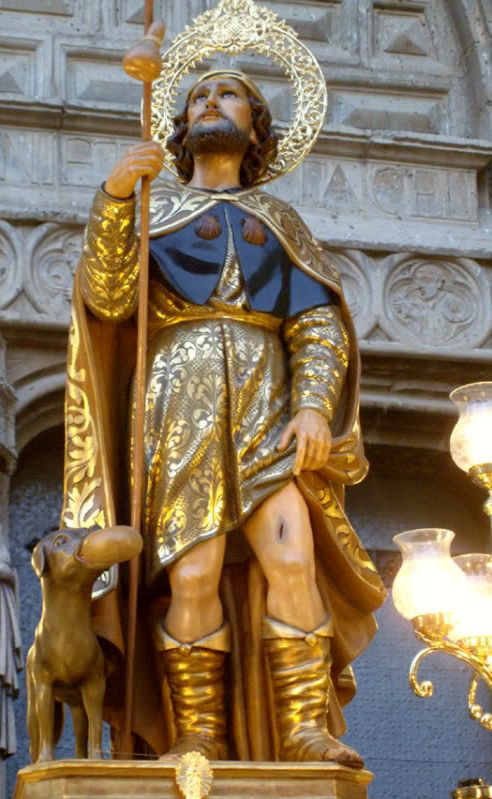
San Roque en la Iglesia Arciprestal de San Martín

- Iglesia Arciprestal de San Martín, construida en el siglo XVI en estilo renacentista. Está catalogada como Bien de Interés Cultural y es sede del arciprestazgo de Callosa de Segura. Se comenzó su construcción por la fachada, de estilo gótico tardío, y en ella se plasmó el escudo de Callosa y el del emperador Carlos V, dando fe de la importancia propia del lugar (en aquel momento aún dependiente de Orihuela). Está adornada con arquivoltas y angrelados y en ella se lee la inscripción latina "Hic Est Domus Domini Et Porta Celi" ("Esta es la Casa de Dios y Puerta del Cielo"). En el siglo XVIII, una reforma dotó al interior de una enorme cúpula central y decoración rococó. El campanario es del siglo XVII y alberga seis campanas y un carillón con trece campanas más. La Sacristía y la Capilla de la Comunión son del siglo XVIII, de estilo neoclásico. Es un ejemplo de iglesia-salón renacentista, de tres naves de igual altura con bóvedas vaídas elevadas sobre grandes columnas de porte clásico, que responde a un modelo ajeno por completo al mundo valenciano, asegurándola como el ejemplo más limpio y pulcro de templo renacentista columnario.

- Santuario de San Roque. Elemento imprescindible en la identidad de este pueblo es el perfil que presenta el Santuario erigido en honor a su patrón San Roque. Se encuentra situado en la parte más alta del pueblo, desde donde se divisa una preciosa panorámica de la Vega Baja. De estilo colonial, su construcción finalizó en 1798, aunque previamente existieron otros dos edificios (uno tras otro) en este mismo solar desde el siglo XV. Es un santuario de amplias dimensiones, con un crucero con cúpula de media naranja sobre tambor circular. La portada es adintelada con motivos lineales y geométricos. Se halla en el lugar exacto donde, según la tradición, se apareció el Santo a cuatro pastores. En el camarín del templo se encuentra la "Puerta del Santo", un óleo sobre madera que reproduce la puerta de establo en la cual, según la tradición, quedó grabada la imagen de San Roque tras su aparición, y que fue destruida durante la guerra civil. Es objeto de visita incluso diaria de muchos devotos callosinos, aunque es el 16 de agosto, festividad de San Roque, cuando recibe una mayor afluencia de fieles, contándose por miles los callosinos y otros vecinos de la comarca que acuden en procesión desde la iglesia de San Martín.

- Castillo de Callosa. Conocido popularmente como El Castillico, se encuentra en la sierra de Callosa a una altitud de 200 metros sobre el nivel del mar, sobre una estribación de difícil acceso. Está catalogado como Bien de Interés Cultural. De época islámica califal, se encuentra documentado ya en el año 924 con la sublevación de Al Saij al-Aslami a la que antes hacíamos referencia, siendo uno de los castillos más antiguamente datados de la provincia. Se trata de un castillo hecho de mampostería y tapial, de forma alargada, con una de sus fachadas escalonada en forma de dientes de sierra y terminado al SE en una torre de planta rectangular. En su interior es distinguible un aljibe y dos habitáculos.[17] Fue restaurado a finales de los años ochenta. Formaba parte de una estructura defensiva más compleja con otros edificios de menor tamaño y una muralla, de los cuales también se conservan restos.

- Ermita de los Dolores. Fue construida a principios del siglo XVII como capilla anexa al antiguo hospital municipal, hoy desaparecido. Es de estilo barroco y en su interior se encuentra una de las imágenes más veneradas por los callosinos, Nª Sra. de los Dolores (José Noguera Valverde, 1949).

- Ermita del Rosario. Aunque la construcción del edificio data del siglo XVI, su aspecto barroco actual es fruto de una serie de obras de reforma que tuvieron lugar a lo largo de todo el siglo XVII y primera mitad del XVIII. Ha sido restaurada en su totalidad recientemente. Es la sede de la Archicofradía del Santo Rosario de la Aurora, fundada a finales del siglo XVII.

- Ermita de la Virgen del Pilar (la Pilarica). Construida en 1947, da nombre a uno de los parajes naturales más relevantes del municipio. Es el punto de destino de la multitudinaria romería que se celebra cada 12 de octubre.

- Capilla de San Francisco. El antiguo convento de la Purísima Concepción de los franciscanos alcantarinos (siglo XVI) fue derribado en 1978. De él, solo nos queda la Capilla de San Francisco, sede de la Orden Franciscana Seglar de la ciudad.

- Real Pósito. Fue construido en 1790, reinando Carlos IV. Es un antiguo edificio civil municipal que servía como almacén comunitario de grano, poseyendo un papel fundamental en épocas de carestía por malas cosechas.

- Mercado de Abastos. Construido en 1929. De formidables dimensiones y buena traza. Presenta una fachada inspirada en las antiguas lonjas en la que destacan dos cabezas de becerro policromadas.

- Casa del Belenista. Se trata de un museo del belén, sede de la Asociación de Belenistas. Está situado en una casa del siglo XVIII y alberga una variada muestra de belenes, destacando una serie de dioramas que recrean la Natividad y la infancia de Jesús de Nazaret en escenarios de la Callosa de los años cuarenta del siglo pasado.

- Antiguo matadero municipal. Construido en 1929, hoy alberga el Museo Etnológico del Cáñamo y la Huerta.

- Museo de Semana Santa "José Noguera Valverde". De reciente construcción, está ubicado en el solar del antiguo cine Imperial. Alberga obras de imagineros como  Ignacio Pinazo (hijo), Francisco Liza, José Noguera, José Hernández Navarro, Ramón Cuenca o García Villalgordo. En él se exponen de manera permanente, además de las imágenes y los tronos, piezas de orfebrería, bordados y vestidos relacionados con las cofradías y hermandades de la ciudad.

## Comunicación y transportes
Callosa de Segura se caracteriza por disponer de una accesibilidad muy variada y eficiente, con unas modernas comunicaciones. Se encuentra situada en un punto estratégico, no solo por su proximidad a ciudades de tradición turística, sino también porque posee buenas vías de comunicación con las ciudades más importantes de la provincia de Alicante y la limítrofe de Murcia.

### Carretera
El acceso por carretera a la ciudad puede hacerse fundamentalmente por varias vías: tomando la autovía del Mediterráneo A7 (salida Granja de Rocamora), a través de la carretera N-340 y con la que da acceso a la ciudad, la C.V. 900. Otros ejes de comunicación son la CV-311 por Rafal y la CV-313 por Catral.
Al llegar a Callosa de Segura, es posible comprobar un renovado y mejorado sistema de accesos a la ciudad, con rápidas y sutilmente decoradas circunvalaciones, que conectan con precisión todos los puntos neurálgicos de la ciudad y sus alrededores.
Con respecto al desplazamiento en autobús, existen varias empresas que ofrecen un servicio regular y diario, que enlaza con las ciudades de Alicante, Murcia y Torrevieja, así como con el resto de municipios a su paso.
Además, dispone de línea de autobús urbano que permite conectar distintos puntos de la ciudad, pudiendo también hacer uso del servicio de taxis.

### Ferrocarril
En lo que a transporte en tren se refiere, la ciudad posee una estación de cercanías, siendo uno de los medios de transporte más utilizados por los ciudadanos del municipio. Este pone en comunicación a Callosa con Alicante y Murcia en una serie de servicios diarios. Es un importante nudo de conexiones con las ciudades mencionadas.

### Transporte aéreo
El aeropuerto más cercano a Callosa de Segura es el de Alicante-Elche, con enlaces desde las principales ciudades europeas.

## Educación

### Centros educativos
El municipio de Callosa de Segura cuenta con una amplia variedad de centros educativos a lo largo de su extensa geografía municipal, entre la cual podemos encontrar centros educativos de carácter concertado, público y privado.

#### Educación infantil y primaria
La localidad cuenta con siete colegios de educación infantil y primaria, así como con una escuela infantil destinada a niños de 0 a 3 años con carácter público, ubicada junto al parque municipal San Roque. 

##### Centros públicos
- CEIP Primo de Rivera
- CEIP Rafael Altamira
- CEIP La Paz
- CEIP San Roque
- Colegio Rural Agrupado Azahar de la Callosilla, ubicado en la pedanía de La Callosilla - Virgen del Camino.
- Escuela infantil municipal Maestra Carmen Baeza

##### Centros concertados
•centro infantil, primaria y secundaria "La Purísima"

##### Centros privados
•Escuela Infantil y Primaria "La Monsina" 

#### Educación secundaria
El municipio de Callosa de Segura cuenta con dos institutos de carácter público destinados a la Educación Secundaria Obligatoria (ESO), al Bachillerato y a la Formación Profesional de nivel Básico, Medio y Superior. Además, el centro concertado La Purísima dispone de servicios de educación secundaria.
- IES Santiago Grisolía
- IES Vega Baja

## Cultura

### Fiestas

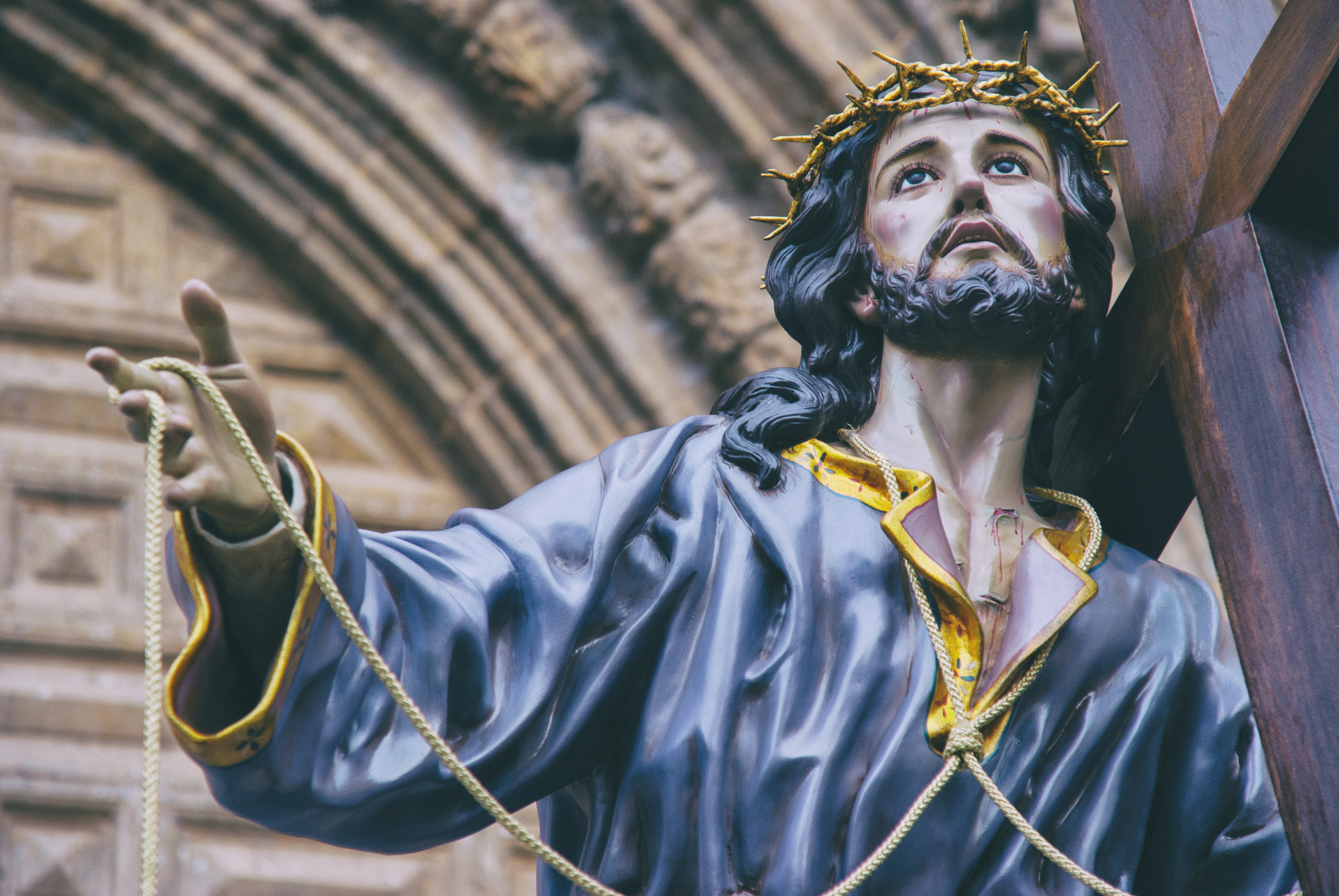
Cristo de la Caída, de F. Liza.

- En enero, cabalgata de Reyes Magos.

- A lo largo del año, cada primer domingo de mes, tienen lugar los Cantos de Auroros.

- En Cuaresma, representaciones de "La Pasión" (Declaradas de Interés Turístico). En mitad de Cuaresma, febrero o marzo, celebran el "Partir la Vieja".
- Semana Santa (declarada de Interés Turístico Provincial), donde destacan, además de sus procesiones, los Cantos de la Pasión, el encuentro en el Calvario y el encuentro de la Resurrección, con la retirada del manto de luto de la Virgen. Como en todos los municipios de la Vega Baja de Alicante es extendido el uso de la mantilla española por parte de las mujeres del pueblo durante los actos religiosos y procesiones, en especial, la del domingo de Ramos.

- Cruces de Mayo y Bendición de los Términos.

- En junio hay hogueras de San Juan en el barrio homónimo.

- Fiestas patronales y de moros y cristianos en honor a San Roque: se celebran en honor al patrón de la ciudad durante la primera quincena de agosto. Encontramos tradiciones como la subida del farolico de Venancio, los gigantes y cabezudos, la Demostración nacional de los trabajos del cáñamo, la "farolata", la alborada y la despedida del Santo. Las comparsas festeras, agrupadas en la Asociación de Moros y Cristianos 'San Roque', organizan los desfiles generales, la toma del castillo y la retreta, entre otros actos. En sus kábilas y barracas tienen lugar verbenas y conciertos cada noche.

- Desde agosto hasta noviembre, celebran fiestas las pedanías rurales y algunos barrios.

- En octubre, romería al santuario de la Virgen del Pilar el día 12.

- En noviembre, "Mes Histórico", se celebran los actos de Independencia y Titulaciones de la Ciudad, la Reconquista, la Aparición de San Roque, Mercado Medieval.

- En diciembre, la Purísima y las fiestas navideñas, con sus tradicionales belenes, villancicos ("los Cuadros"), y con la misa Pastorela, celebración eucarística cantada duranta la misa del Gallo, el segundo día de Navidad, misa de Año Nuevo y la Epifanía.

### Gastronomía
La gastronomía callosina se caracteriza por participar en la cocina de huerta de la Vega Baja del Segura, siendo típicos una gran variedad de platos, muchos de ellos endémicos de la cultura del municipio como es el popular arroz con costra, así como también el "bacalao meneao" (elaborado fundamentalmente en Navidad) y las tortas de sal (donde actualmente encontramos una serie de variedades de las mismas con diversos ingredientes). Además, es importante resaltar las típicas belitreras, el cocido con pelotas, el "arroz de los tres puñaos" o conocido también con el nombre de "arroz de vigilia", los cucorrones, olla viuda, gachas con arrope (popular en la cocina del día de "Todos los Santos"), almojábenas, tortas de calabaza con miel, pasteles de gloria y monas (típicas en las panaderías y supermercados del municipio durante todos los jueves de Carnaval, exactamente entre el día de San Antón y miércoles de Ceniza, así como también durante los lunes de Pascua). 
En cuanto a la confección de dulces navideños, la localidad se caracteriza por la producción de "tortas escaldás", tortas de manteca, "relentaos", "almendraos" y las conocidas pastas floras.

## Deportes
- Callosa Deportiva Club de Fútbol, actualmente milita en la 3.ª División Valenciana.
- Fútbol Sala Callosa, actualmente milita en la 3.ª División de Fútbol Sala.
- Club Baloncesto Callosa.
- Club Voleibol Callosa.

## Hermanamientos
- Sommières,  Languedoc-Rosellón, Francia
- San Adrián,  Navarra, España